# Nakasatsunai
Nakasatsunai (中札内村?) è un villaggio giapponese della prefettura di Hokkaidō.